# Paradoja de Bonini
La Paradoja de Bonini (llamada así por Charles Bonini, un profesor de Stanford), explica la dificultad de construir modelos conceptuales o simulaciones que puedan capturar comprensivamente el funcionamiento de sistemas complejos (como el cerebro humano).

## Declaraciones
En el discurso moderno, la paradoja fue establecida por John M. Dutton y William H. Starbuck como "a medida que el modelo de un sistema complejo se hace más completo, se vuelve menos entendible. De forma alterna, a medida que un modelo se hace más realista, también se hace más difícil entender el proceso del mundo real que éste representa" (Computer Simulation of human Behaviour, 1971).
Esta paradoja puede ser usada por investigadores para explicar por qué no se han creado modelos completos del cerebro humano y éstos indudablemente seguirán siendo difíciles en los años venideros.
Esta misma paradoja fue observada anteriormente, en una cita de Paul Valéry, "Todo lo sencillo es falso. Todo lo complejo es inusable." (Notre destin et les lettres, 1937)
Así mismo, este tema ha sido discutido por Richard Levins en su ensayo clásico "La estrategia de construcción de modelos en la biología de poblaciones", en el que declara que los modelos complejos tienen 'demasiados parámetros por medir, lo cual lleva a soluciones analíticamente insolubles que podrían superar la capacidad de nuestras computadoras, y cuyos resultados no tendrían ningún significado para nosotros incluso si  pudieran ser solucionados'. (Véase Orzack y Sereno, 1993; Odenbaugh, 2006)

## Problemas relacionados
La paradoja de Bonini puede ser vista como un caso de la relación mapa-territorio: los mapas más sencillos son representaciones menos precisas y más útiles de un territorio dado. Una forma extrema de la paradoja se encuentra en ls historias de ficción Sylvia y Bruno y Del rigor de la ciencia, en las cuales se imaginan un mapa con una escala de 1:1 (del mismo tamaño que el territorio), el cual es preciso pero inútil, ilustrando un extremo de la paradoja de Bonini. La ciencia ficticia de la Psicohistoria descrita por Isaac Asimov en su serie de la Fundación también se enfrenta con este dilema; Asimov incluso escribe a uno de sus psicohistoriadores discutiendo la paradoja.